# Trofej
Trofej je upomínkový předmět na určitou událost, která je nějakým způsobem výjimečná.

## Druhy trofejí

### Sportovní trofeje
Výraz pro ocenění získané ve sportovní soutěži. Existují různé podoby sportovních trofejí. Nejčastěji to bývá pohár nebo medaile, ale také různé druhy mís (např. Mísa Venus Rosewater – známá wimbledonská trofej ženské dvouhry) a jiné předměty.

### Trofeje v myslivosti

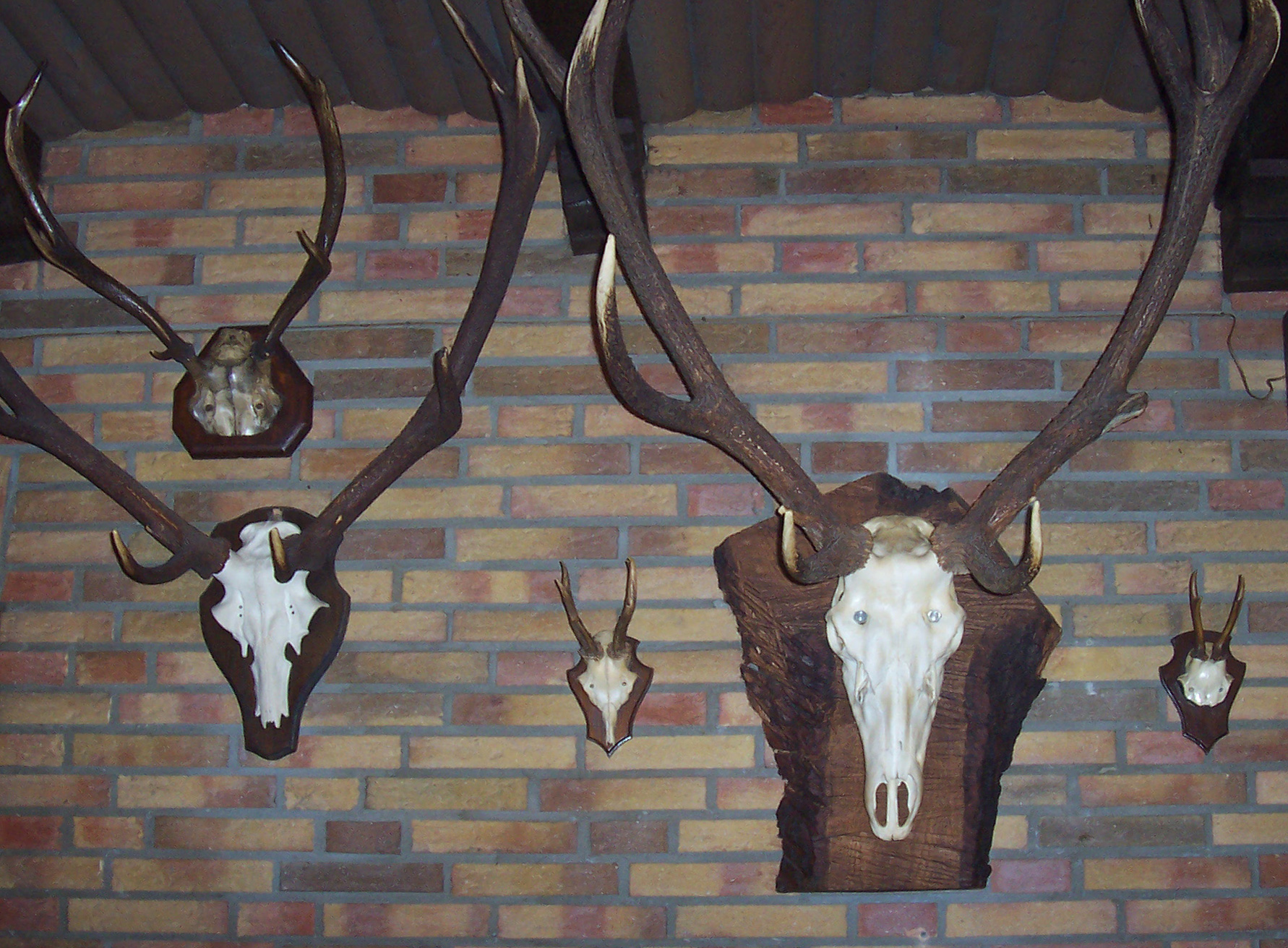
Ukázky trofeje jeleního a srnčího paroží

V myslivosti je trofej výraz pro upravenou část úlovku, která je upomínkou na lov nebo hodnotitelným soutěžním předmětem.
Myslivecké trofeje se rozdělují na upomínkové trofeje (různé štětky, zbraně u divočáka, pírka ptáku apod.) a trofeje jako takové, ty tvoří většinu trofejí. Tyto trofeje jsou hodnotitelné a předvádí se na výstavách, kde se posuzuje kvalita péče o zvěř v dané honitbě a oprávněnost odstřelu daného kusu.

#### Metody hodnocení trofejí v myslivosti
- CIC – původní hodnotitelská metoda, je založena na hodnocení komisí, která zkoumá trofej podle řady subjektivních kritérií (př. barevnost). V Česku je to jediná oficiální metoda, která je uznávaná na výstavách.
- SCI – novější hodnotitelská metoda, je založena na přesně měřitelných kritériích. Její vznik je spojen s organizací Safari Club International, která ji dále rozvíjí. Po světě existuje spousta vyškolených členů SCI, kteří tyto trofeje mohou hodnotit (je potřeba kurz v USA). Existence této metody je dále spojena s internetovým portálem, kde se zobrazují výsledky ohodnocení okamžitě na rozdíl od CIC, kde proces trvá i několik týdnů.

### Válečná trofej

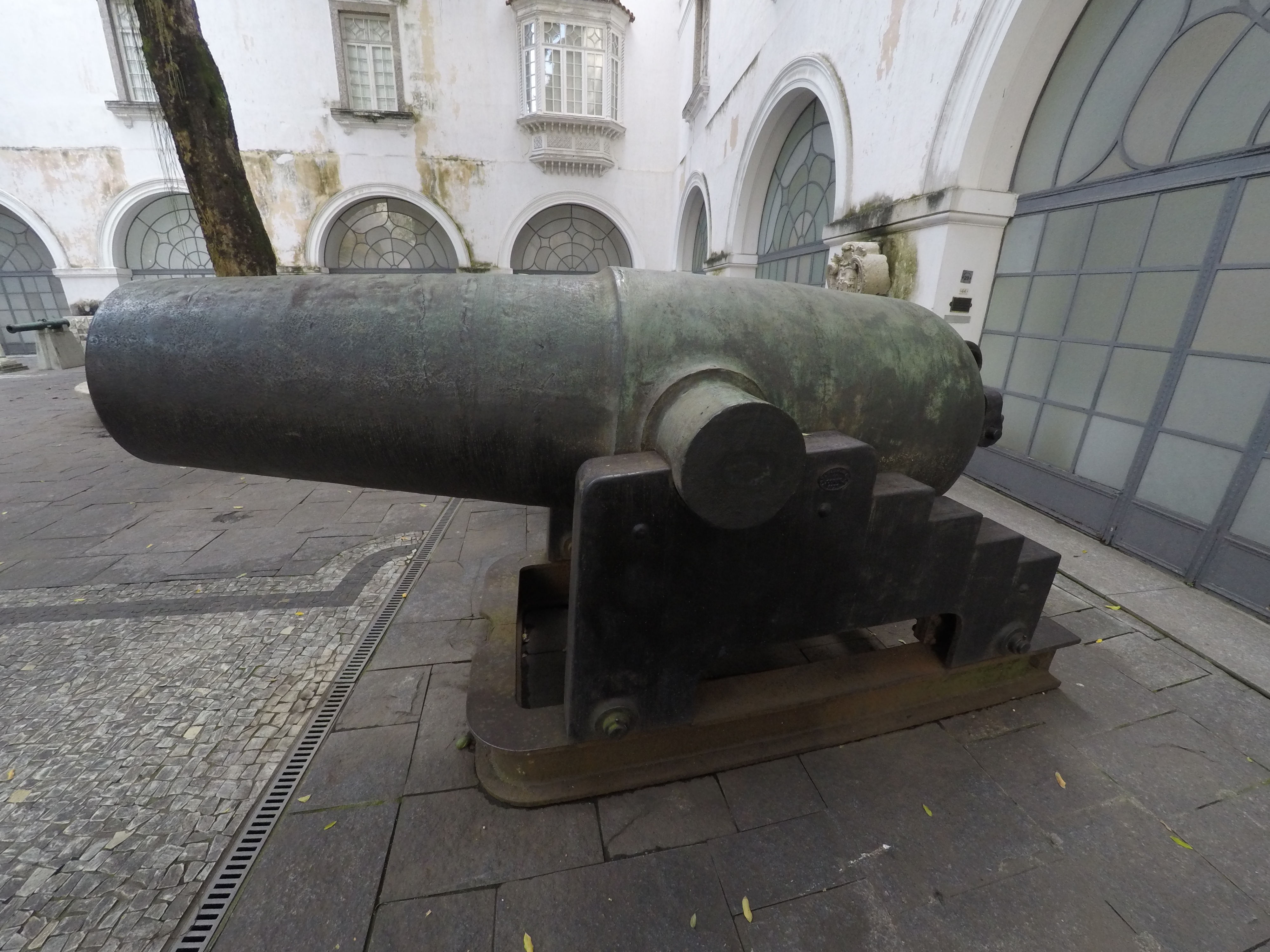
Válečná trofej (kanón z paraguayské války, Historické národní muzeum, Rio de Janeiro)

Zbraně, zástavy a jiné doklady vojenského vítězství.

## Původ slova
Český výraz trofej pochází z řeckého slova tropaion, označujícího pomník, postavený na místě vítězství, ozdobený ukořistěnou zbrojí (případně z latinského tropaeum).